# David Cheng
Pas d'image ? Cliquez ici
David Cheng, né le 21 juillet 1989 à Pékin en Chine, est un pilote automobile chinois. Il participe au Championnat du monde d'endurance FIA pour l'écurie chinoise Jackie Chan DC Racing.

## Carrière
Né à Beijing, David Cheng s'est installé aux États-Unis où il a été initié au karting par un ami de son père. il devait le faire en secret, car sa mère pensait que le sport automobile était trop dangereux. En 2011, il évolua vers les voitures de sport, dans le championnat American Le Mans Series et aux 24 Heures de Daytona. Dans cette course, l'écurie de David Cheng concourrait dans la catégorie GT. Malheureusement, elle avait subi des dommages importants avant qu'il puisse la conduire. l'écurie réussissa à surmonter les dégâts pour finir 21ème. Au cours de cette même année, il a également concouru en Chine dans la Scirocco R Cup China, terminant septième au classement général, avec comme meilleure place, une deuxième position aux 12 Heures de Sepang sur le Circuit international de Sepang. L'année suivante, il partage son temps entre le Continental Tire SportsCar Challenge (en) et la Scirocco R Cup. En 2013, David Cheng a rejoint l'écurie OAK Racing dans le championnat Asian Le Mans Series, aux côtés de Ho-Pin Tung, dans un équipage entièrement chinois,,. À Sepang, il remporta les 12 Heures de Sepang et a été nommé par le ministère des Affaires étrangères de la république populaire de Chine comme l'un des dix jeunes exceptionnels. Il a également couru les courses des 12 Heures de Sebring et du Petit Le Mans de l'American Le Mans Series. David Cheng et le OAK Racing ont terminé l’année en remportant les championnats LMP2 de l'Asian Le Mans Series dans les catégories écurie et pilote,. David Cheng répéta l'exploit la saison suivante.

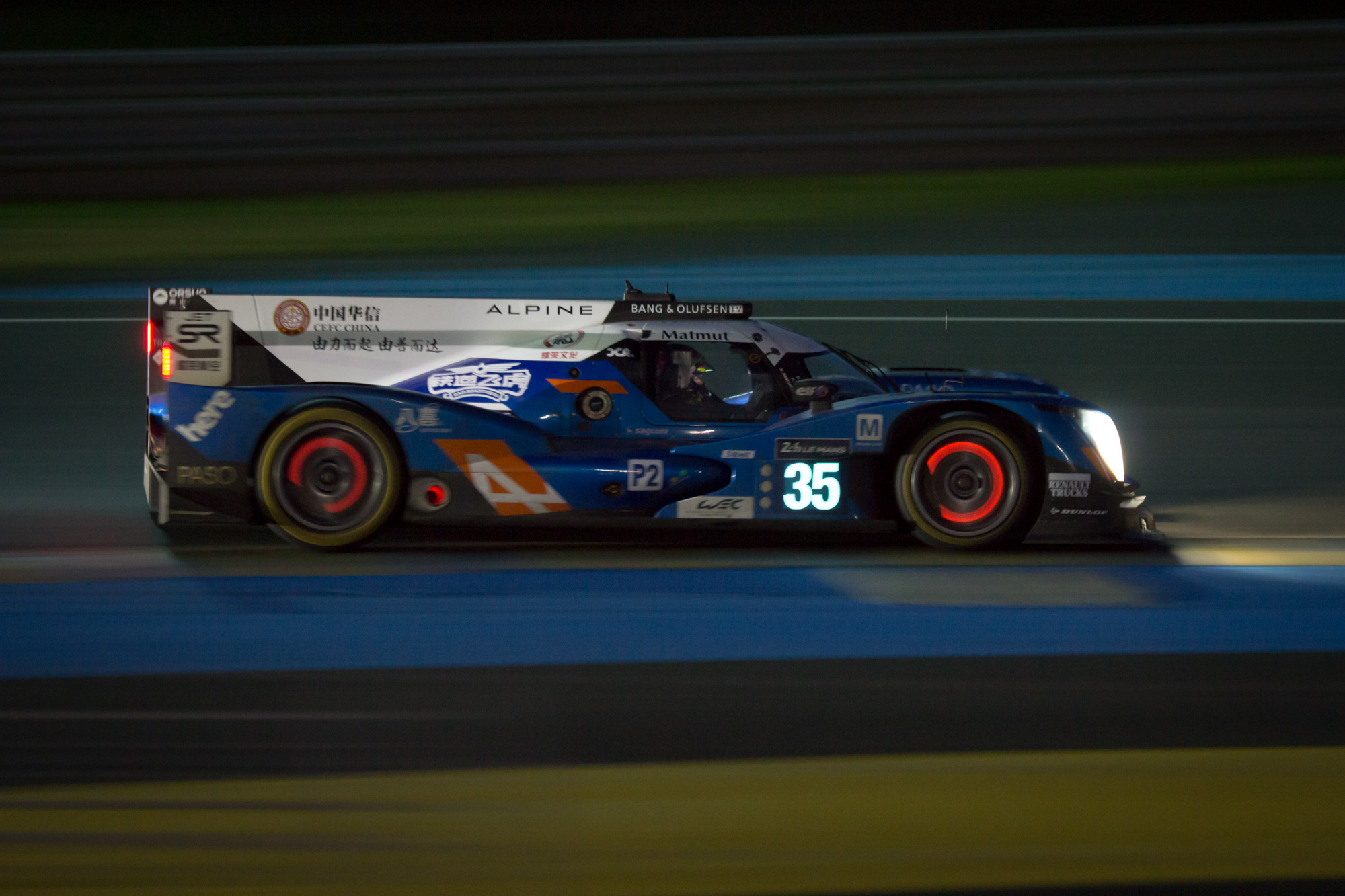
David Cheng aux mains de l'Alpine A460 du Baxi DC Racing

Pour la saison 2015-2016 de l'Asian Le Mans Series, David Cheng a formé le DC Racing, pilotant une Ligier JS P3 avec son ancien coéquipier de l'écurie OAK Racing, Ho-Pin Tung et Thomas Laurent. L'écurie termina la saison en gagnant le championnat par équipe et une invitation automatique pour les 24 Heures du Mans 2016.
En mars 2015, David Cheng rencontra l'acteur et artiste martial Jackie Chan avec qui il parla de son enthousiasme pour le film Le Mans de Steve McQueen et de sa passion pour la course automobile. Après que David Cheng ait terminé neuvième de la classe LMP2 au Mans cette année-là, Jackie Chan évoqua la possibilité de posséder une équipe ensemble pour 2016, ce à quoi David Cheng répondis par la positive. Ensemble, ils sont entrés dans le Championnat du monde d'endurance FIA avec le DC Racing sous la bannière Alpine du Baxi DC Racing, en partenariat avec Signatech Alpine et sur les Alpine A460 dans la catégorie LMP2,,. En octobre, l’écurie a été rebaptisée le Jackie Chan DC Racing.

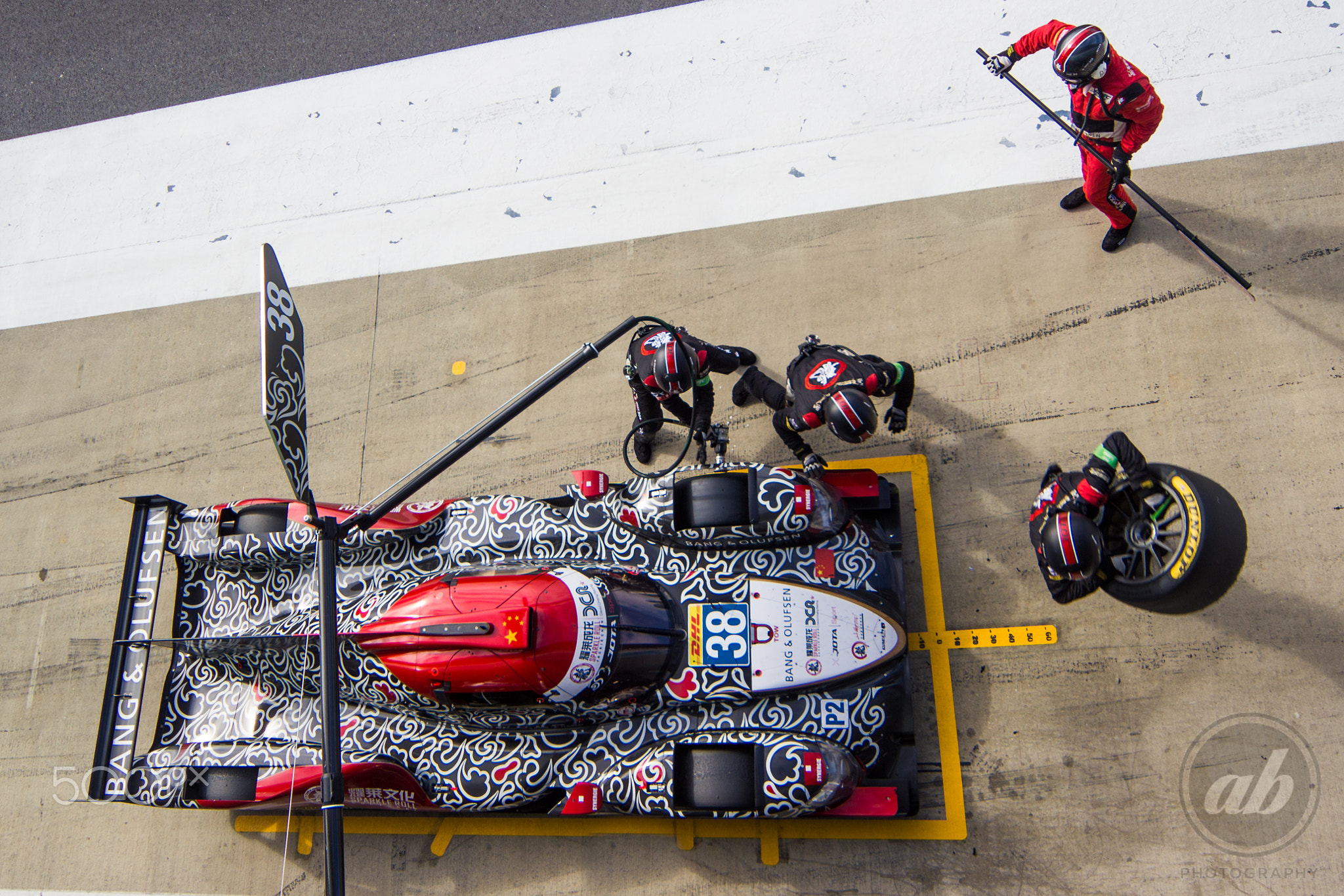
l'Oreca 07 n°38 du Jackie Chan Dc Racing aux stand lors des 6 Heures de Silverstone 2017

En 2017, Jackie Chan DC Racing s'est allié à Jota Sport,. Au Mans, la LMP2 n° 38 de l'écurie a profité des problèmes rencontrés par les LMP1 pour prendre la tête de la course au classement général, devenant ainsi la première écurie de la classe inférieure à mener au classement général. La voiture a fini à la deuxième place du classement général et à gagner la catégorie LMP2, tandis que la voiture n° 37 du Jackie Chan DC Racing, conduite par David Cheng, termina quatrième au classement général. La voiture n° 13, de l'écurie Rebellion Racing a ensuite été disqualifiée pour avoir échoué à l'inspection post-course et permis ainsi à la voiture n°37 du Jackie Chan DC Racing de monter sur le podium. C'est la première fois qu'une écurie chinoise remporte une victoire de classe aux 24 Heures du Mans.

## Palmarès

### 24 Heures du Mans
| Année | Écurie                | Copilotes                       | Voiture               | Classe | Tours | Pos. | Class Pos. |
| ----- | --------------------- | ------------------------------- | --------------------- | ------ | ----- | ---- | ---------- |
| 2014  | OAK Racing            | Ho-Pin Tung Adderly Fong        | Ligier JS P2-Honda    | LMP2   | 347   | 12e  | 7e         |
| 2015  | Pegasus Racing        | Ho-Pin Tung Léo Roussel         | Morgan LMP2-Nissan    | LMP2   | 334   | 19e  | 9e         |
| 2016  | Baxi DC Racing Alpine | Ho-Pin Tung Nelson Panciatici   | Alpine A460-Nissan    | LMP2   | 234   | Abd. | Abd.       |
| 2017  | Jackie Chan DC Racing | Tristan Gommendy Alex Brundle   | Oreca 07-Gibson       | LMP2   | 363   | 3e   | 2e         |
| 2018  | Jackie Chan DC Racing | Nicholas Boulle Jacques Nicolet | Ligier JS P217-Gibson | LMP2   | 355   | 12e  | 8e         |

### 24 Heures de Daytona
| Année | Écurie                    | Copilotes                                                | Voiture               | Classe | Tours | Pos. | Class Pos. |
| ----- | ------------------------- | -------------------------------------------------------- | --------------------- | ------ | ----- | ---- | ---------- |
| 2011  | PR1 Motorsports           | Tom Papadopoulos Ryan Lewis Max Hyatt                    | BMW M6                | GT     | 402   | Abd. | Abd.       |
| 2014  | PR1/Mathiasen Motorsports | Mike Gausch Frankie Montecalvo Gunnar Jeannette          | Oreca FLM09-Chevrolet | PC     | 662   | Abd. | Abd.       |
| 2015  | RG Racing                 | Robert Gerwitz Shane Lewis Mark Kvamme                   | Riley-BMW             | P      | 644   | 24e  | 7e         |
| 2017  | BAR1 Motorsports          | Tom Papadopoulos Johnny Mowlem Adam Merzon Trent Hindman | Oreca FLM09-Chevrolet | PC     | 363   | 30e  | 2e         |

### Championnat du monde d'endurance FIA
| Année   | Écurie                | Classe | Châssis        | Moteur                      | 1     | 2        | 3        | 4     | 5     | 6     | 7        | 8     | 9     | Position | Points |
| ------- | --------------------- | ------ | -------------- | --------------------------- | ----- | -------- | -------- | ----- | ----- | ----- | -------- | ----- | ----- | -------- | ------ |
| 2013    | OAK Racing            | LMP2   | Morgan LMP2    | Nissan VK45DE 4,5 l V8 Atmo | SIL   | SPA      | LMS      | SÃO   | COA   | FUJ   | SHA 6    | BHR 5 |       | 20e      | 18     |
| 2014    | OAK Racing            | LMP2   | Ligier JS P2   | Honda HR28TT 2,8 l V6 Turbo | SIL   | SPA      | LMS 7    | COA   | FUJ   |       |          |       |       | NC†      | 0      |
| 2014    | OAK Racing            | LMP2   | Morgan LMP2    | Judd HK 3,6 l V8 Atmo       |       |          |          |       |       | SHA 6 | BHR 3    | SÃO   |       | NC†      | 0      |
| 2015    | Pegasus Racing        | LMP2   | Morgan LMP2    | Nissan VK45DE 4,5 l V8 Atmo | SIL   | SPA      | LMS 9    | NÜR   | COA   | FUJ   | SHA 5    | BHR   |       | NC†      | 0      |
| 2016    | Baxi DC Racing Alpine | LMP2   | Alpine A460    | Nissan VK45DE 4,5 l V8 Atmo | SIL 7 | SPA Abd. | LMS Abd. | NÜR 7 | MEX 5 | COA 8 | FUJ 9    | SHA 8 | BHR 6 | 9e       | 42     |
| 2017    | Jackie Chan DC Racing | LMP2   | Oreca 07       | Gibson GK428 4,2 l V8 Atmo  | SIL 8 | SPA 10   | LMS 2    | NÜR 5 | MEX 6 | COA 5 | FUJ Abd. | SHA 8 | BHR 8 | 11e      | 77     |
| 2018–19 | Jackie Chan DC Racing | LMP2   | Ligier JS P217 | Gibson GK428 4,2 l V8 Atmo  | SPA   | LMS 8    | SIL      | FUJ   | SHA   | SEB   | SPA      | LMS   |       | NC†*     | 0*     |

† Comme David Cheng était un pilote invité, il ne pouvait pas marquer de points.

* Saison en cours.

### Asian Le Mans Series
| Année     | Ecurie                       | Châssis      | Moteur                      | Classe | 1               | 2                | 3                | 4               | Position | Points |
| --------- | ---------------------------- | ------------ | --------------------------- | ------ | --------------- | ---------------- | ---------------- | --------------- | -------- | ------ |
| 2015-2016 | Jackie Chan DC Racing X Jota | Ligier JS P3 | Nissan VK50VE 5,0 l V8 Atmo | LMP3   | SHA gén:3 cls:1 | FUJ gén:15 cls:1 | THA gén:5 cls:1  | SEP gén:4 cls:3 | 1re      | 103    |
| 2016-2017 | Jackie Chan DC Racing X Jota | Ligier JS P3 | Nissan VK50VE 5,0 l V8 Atmo | LMP3   | SHA gén:4 cls:1 | FUJ gén:15 cls:3 | THA gén:20 cls:6 | SEP gén:6 cls:3 | 2e       | 63     |
| 2017-2018 | Jackie Chan DC Racing X Jota | Ligier JS P2 | Nissan VK45DE 4,5 l V8 Atmo | LMP2   | SHA Abd.        | FUJ gén:3 cls:3  | THA              | SEP             | 9e       | 15     |